# 金沛獻
金沛獻（英語：Pius Jin Peixian；1924年3月16日—2008年11月4日；聖名：庇護）是天主教中國籍自選自聖主教及中國天主教愛國會成員，其後獲教宗認可。曾任奉天總教區主教（1989年-2008年）及中國天主教主教團副主席（2004年-2008年）。

## 生平
金沛獻出生於1924年3月16日，中華民國奉天省蓋州沙崗村榆林堡的熱心天主教徒家庭。1935年畢業於丹東博育小學，且在1936年進入撫順方濟小修院。先後在1942年至1948年間瀋陽和長春神哲學院。1948年，轉入北京文聲學院。後因，中國共產黨在中國大陸地區建立中華人民共和國，並開始針對天主教進行宗教迫害及打壓，而在1949年到英屬香港入讀華南總修院。1951年1月29日，返回上海及在耶穌會初學院晉鐸。
晉鐸後，在北京的撫順駐京辦事處中學擔任教師。1952年至1955年間，在瀋陽大新化工廠出任會計，1955年回到撫順的堂區傳教。1957年，在「遼、吉、黑三省天主教代表會議」上被打為右派，翌年因反革命罪被判十年徒刑。1968年獲釋後，在馬三家農場接受勞動改造。1980年，教會逐步恢復運作，且金神父獲得平反及返回撫順的堂區服務。
1989年，由中國政府控制的組織中國天主教愛國會推行下，奉天總教區未獲教宗准許，選出64歲的金沛獻神父為奉天總教區主教候選人。同年7月24日，在石家莊由山東濟南總教區主教宗懷德主禮，福建福寧教區主教張實之和河北永平教區主教劉景和襄禮自選自聖晉牧。事後，因金沛獻在未獲得時任教宗若望保祿二世准許，自選自聖違反《天主教法典》被絕罰。其後，獲教宗寬恕及承認他的牧職身份。
金主教任內曾自選自聖襄禮晉牧在1990年的劉煥波為黑龍江教區主教。他亦先後主禮晉牧在1999年的張翰民為吉林教區主教、2003年的譚燕全為廣西南寧總教區助理主教和2006年的裴軍民為奉天總教區助理主教。2004年起，出任由中國政府控制的中國天主教主教團副主席。
天津教區經常邀請和委託金主教及其他主教代行祝聖禮儀。2007年11月23日，金主教在天津西開聖若瑟主教座堂主持10位來自天津教區和武漢教區的司鐸晉鐸禮，共為約100位信徒施以堅振聖事。
2008年6月29日金主教榮休，並由裴軍民接替出任奉天總教區正權主教。同年11月4日，金沛獻主教因腎癌在遼寧瀋陽去世，享年84歲。